# Žale
Žale, původním názvem Zahrada Všech svatých, je komplex třinácti menších chrámů ve slovinském hlavním městě Lublani, jejichž autorem je architekt Jože Plečnik. Byl vystavěn v letech 1938–1940.
Autorův záměr byl vytvořit pohřebiště, které zároveň bude působit uklidňujícím dojmem, proto pro všechny prvky volil bílou barvu.
Na pohřebišti se rozkládá třináct chrámových staveb a řada doplňků – svatyňky, lavičky, fontánka, lampy i další drobné prvky. 

Plečnik chtěl oslabit žal i tím, že zaměstnanci pohřební služby měli být oblečeni v bílém (tento záměr neprosadil) Za monumentálním vchodem jsou jednotlivé chrámy rozmanitých tvarů nepravidelně rozmístěny. Prostor, který v půdorysu připomíná dva na sebe navazující trojúhelníky, uzavírá budova s truhlářskou dílnou na výrobu rakví. Ta je zdobena reliéfy různých postav včetně sv. Ludmily a sv. Václava.
Pohřebiště vznikalo v letech 1938–1940 na základě potřeb rychle se rozrůstající Lublaně. Architektův záměr byl ještě ambicióznější, ale vzhedem k válečným událostem už nebyl další rozvoj ekonomicky únosný.